# Papa Victor al II-lea
Papa Victor al II-lea (în germană Viktor II.; n. 1018, Bavaria, Germania – d. 28 iulie 1057, Arezzo, Toscana, Italia) a fost cel de al cincilea papă german al Romei (1055-1057) (numele laic: Gebhard Graf von Dollnstein-Hirschberg).